# Mitobates
Mitobates is een geslacht van hooiwagens uit de familie Gonyleptidae.
De wetenschappelijke naam Mitobates is voor het eerst geldig gepubliceerd door Sundevall in 1833. 

## Soorten
Mitobates omvat de volgende 4 soorten:
- Mitobates elegantulus
- Mitobates inermis
- Mitobates pulcher
- Mitobates triangulus